# Erioneuron pulchellum
Dasyochloa pulchella là một loài thực vật có hoa trong họ Hòa thảo. Loài này được (Humb., Bonpl. & Kunth) Tateoka mô tả khoa học đầu tiên năm 1961.

## Hình ảnh

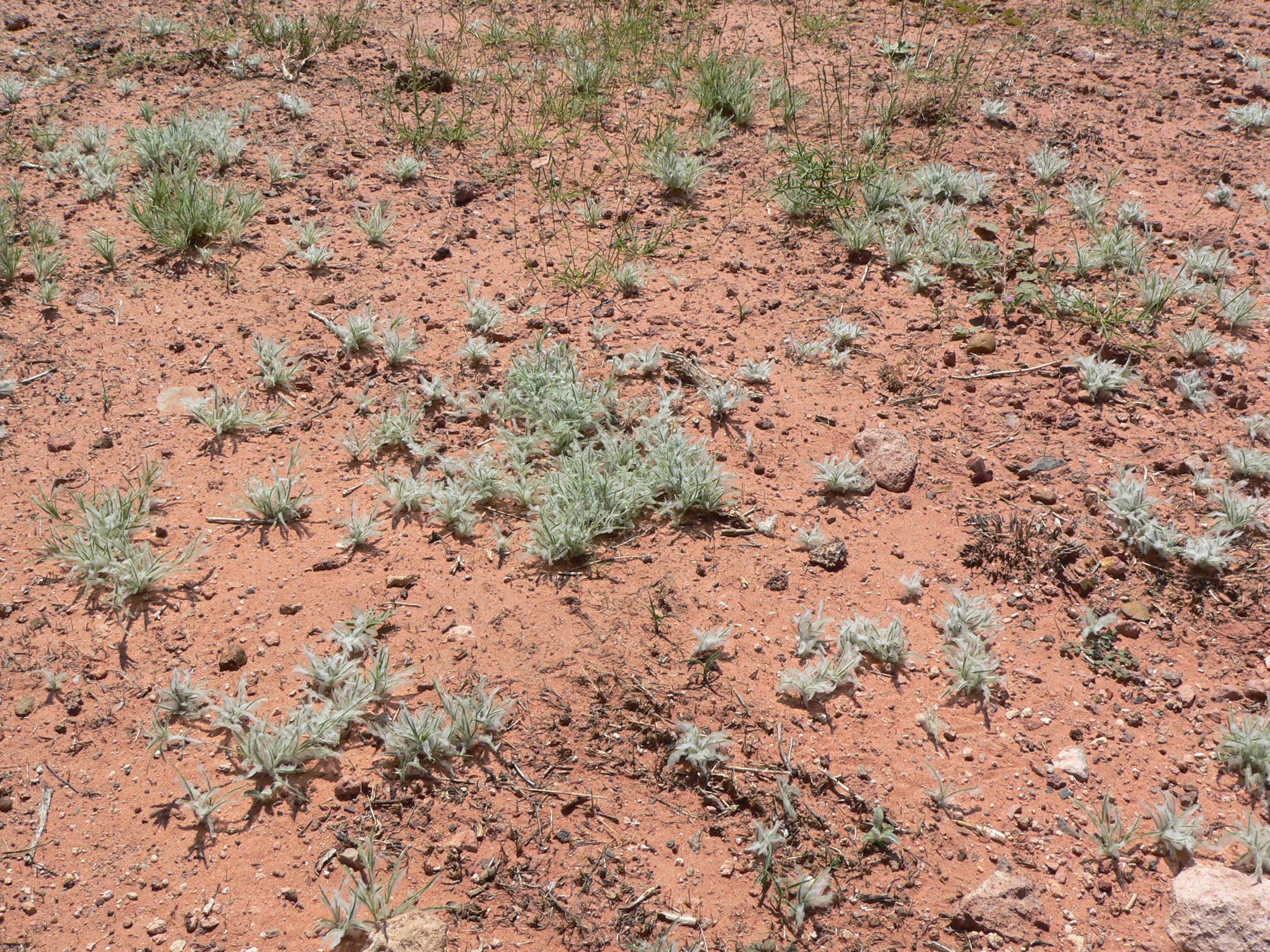
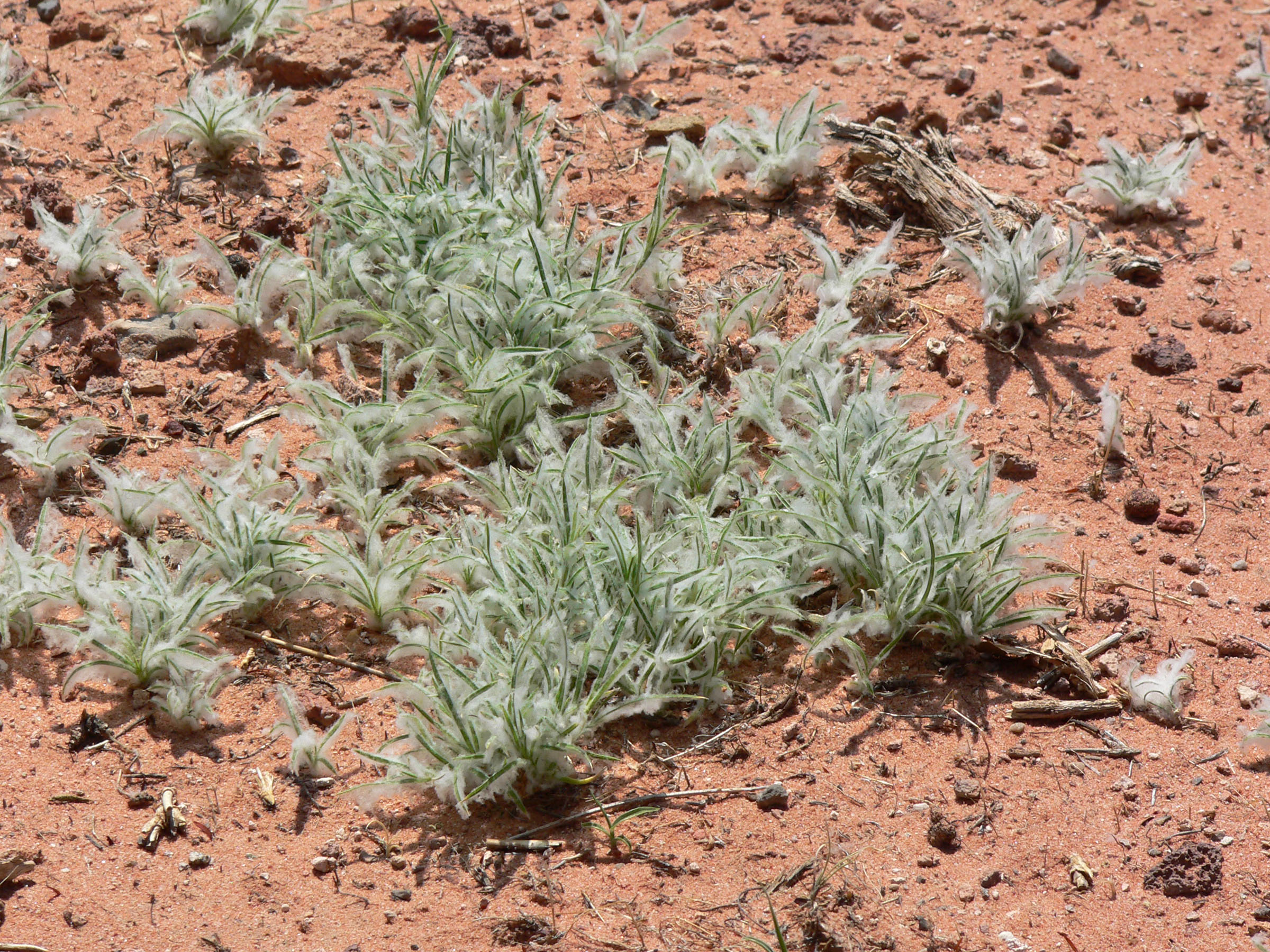
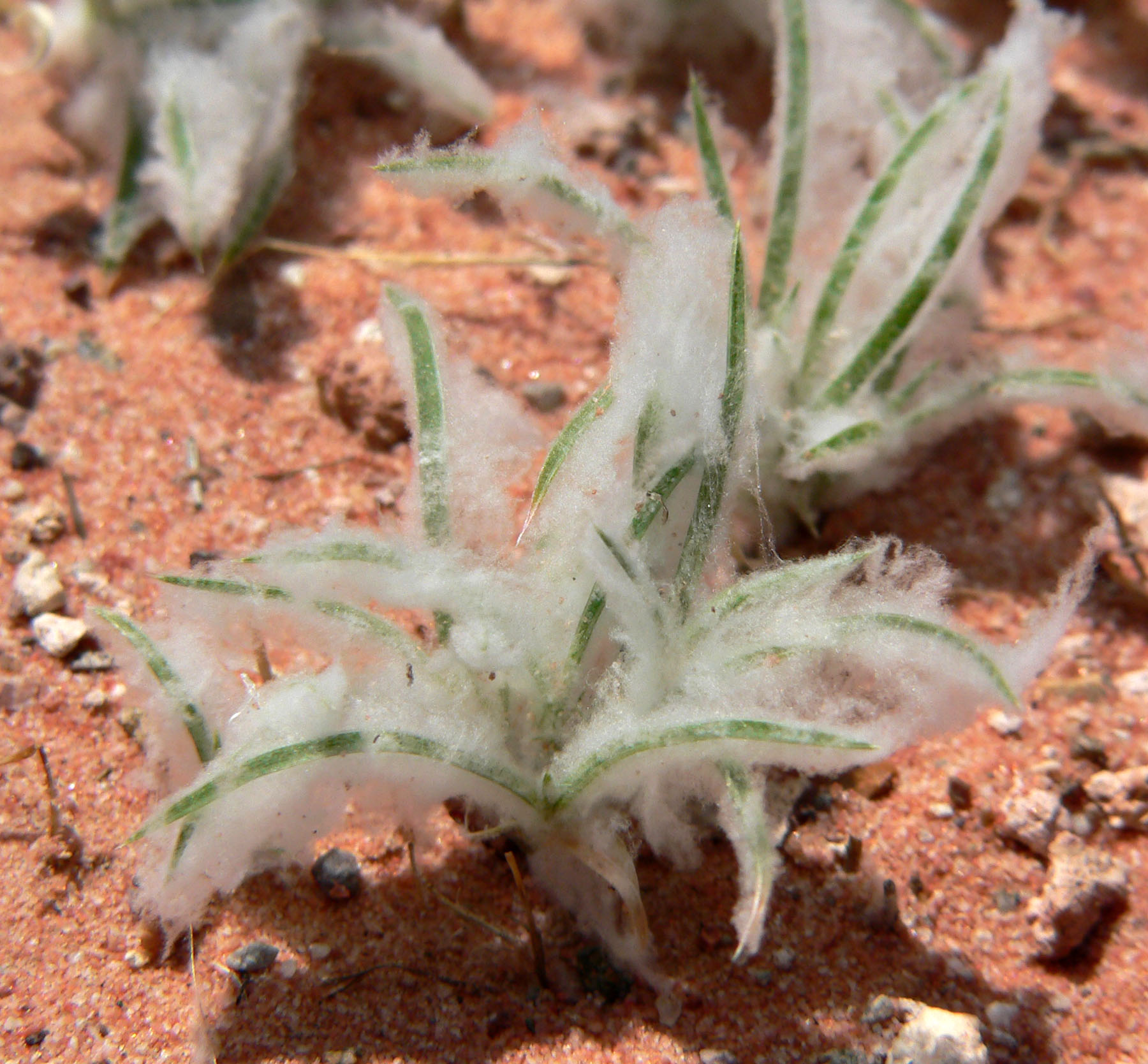